# Remigia perversa
Remigia perversa là một loài bướm đêm trong họ Erebidae.